# Kuru (maladie)
Pour les articles homonymes, voir Kuru.
 Mise en garde médicale
Le kuru est une maladie à prions (comme la maladie de la vache folle), découverte en Nouvelle-Guinée au début du XXe siècle.
La maladie du kuru a été décrite chez le peuple des Fore de Nouvelle-Guinée par Michael Alpers et  D. Carleton Gajdusek (prix Nobel de médecine 1976), ainsi que d'autres chercheurs. Quoique distinct de la maladie de Creutzfeldt-Jakob, le kuru est également une encéphalopathie spongiforme transmissible. Son mode de transmission a pu être relié à un rite funéraire anthropophage. Le mot kuru signifie « trembler de peur », en fore.

## Chez les aborigènes
Le premier cas semble avoir été décrit dans les années 1920 mais la médecine ne s’y intéresse réellement que depuis les années 1950. La maladie concerne une population aborigène de tribus fore des hauteurs de l’est de la Nouvelle-Guinée actuellement en Papouasie-Nouvelle-Guinée, qui consommait le corps des défunts lors de rites anthropophagiques mortuaires. Ce rituel consistait, pour le clan, à consommer des parents décédés afin de s’imprégner de leur force physique et spirituelle. Cette pratique semble s’être arrêtée au milieu des années 1950 sous la pression de l’administration australienne.
Elle touchait surtout les femmes et les enfants qui mangeaient le système nerveux central. Les hommes, consommant les muscles, étaient épargnés,. Il semble exister une susceptibilité génétique expliquant également l’atteinte spécifique de cette population. Cette maladie a été responsable de plus de la moitié des décès enregistrés dans les villages les plus atteints. Le kuru a culminé dans les années 1950, le dernier cas datant de 2003, plus de 45 ans après la contamination.
Le nombre total de cas avoisine les 2 700. La maladie a disparu du fait de l’arrêt des pratiques d’anthropophagie.

## Symptômes
La période d’incubation (temps entre la contamination par le prion et les premiers signes de la maladie) peut être inférieure à 5 ans, mais l’existence d’une dizaine de cas apparue plus de 40 ans après l’arrêt supposé de tout cannibalisme soulève la question d’une période d'incubation beaucoup plus longue.

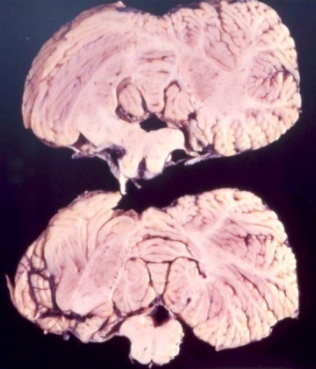
Cervelet d'une victime du kuru.

La maladie se manifeste essentiellement par un syndrome cérébelleux avec un trouble de l’équilibre, de la coordination des mouvements, des troubles visuels, des crises d'épilepsie et des secousses musculaires. Un tableau de démence peut compléter le tout, aboutissant au décès en quelques années.
La maladie provoquée par l'accumulation de la protéine prion, ramollit les tissus du cerveau jusqu'à le rendre spongieux.

## Recherche
En laboratoire le tacrolimus et l'astémizole ont été identifiés in vitro comme de potentiels agents antiprion utilisables chez l’être humain.